# Petrasziwka (hromada Hradyźk)
Petrasziwka (ukr. Петрашівка) – wieś na Ukrainie, w obwodzie połtawskim, w rejonie krzemieńczuckim, w hromadzie Hradyźk. W 2001 liczyła 365 mieszkańców, spośród których 350 wskazało jako ojczysty język ukraiński, a 15 rosyjski.